# Wilhelm Schickard
Wilhelm Schickard (22. dubna 1592 Herrenberg, Württembersko – 24. října 1635 Tübingen) byl německý polyhistor a především konstruktér prvního mechanického kalkulátoru.
Používal varianty jména Schickhart, Schickhard, Schickart, Schickardt a z nich odvozené latinizované formy.

## Život
Studoval klášterní školu v Bebenhausenu a od roku 1610 byl v Bohosloveckém teologickém semináři v Tübingenu. Na Univerzitě v Tübingenu získal v roce 1611 titul magistr a věnoval se teologii. Od roku 1613 byl vikářem na několika místech ve Württembersku, od roku 1614 diakonem v Nürtingenu.
V roce 1617 se setkal s Johannem Keplerem, který do Tübingenu přišel hájit svou matku Katharinu, obviněnou z čarodějnictví. Schickard pro Keplerovo dílo Harmonice mundi vytvořil několik mědirytů a dřevorytů. Johannes Kepler patrně používal jeho stroj k astronomickým výpočtům.
Schickard v Tübingenu patřil ke společnosti chiliastických právníků a teosofů Tobiase Heße. Mezi ně patřili Johann Valentin Andreae, Christoph Besold, Wilhelm Bidembach von Treuenfels, Abraham Hölzel, Thomas Lansius a Samuel Hafenreffer.
Wilhelm Schickard na Univerzitě v Tübingenu vyučoval astronomii a hebraistiku. Dopisoval si s mnoha vědci své doby.
Zemřel na mor, jako datum úmrtí se uvádí 23. nebo 24. října 1635.

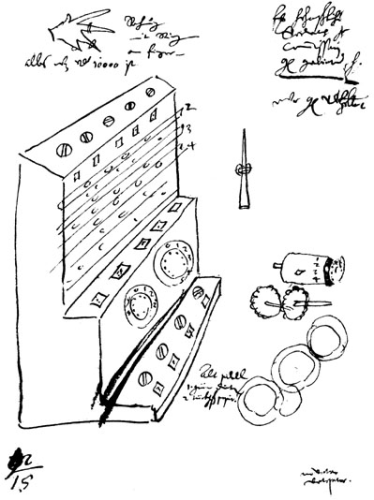
Originální Schickardův nákres jeho stroje
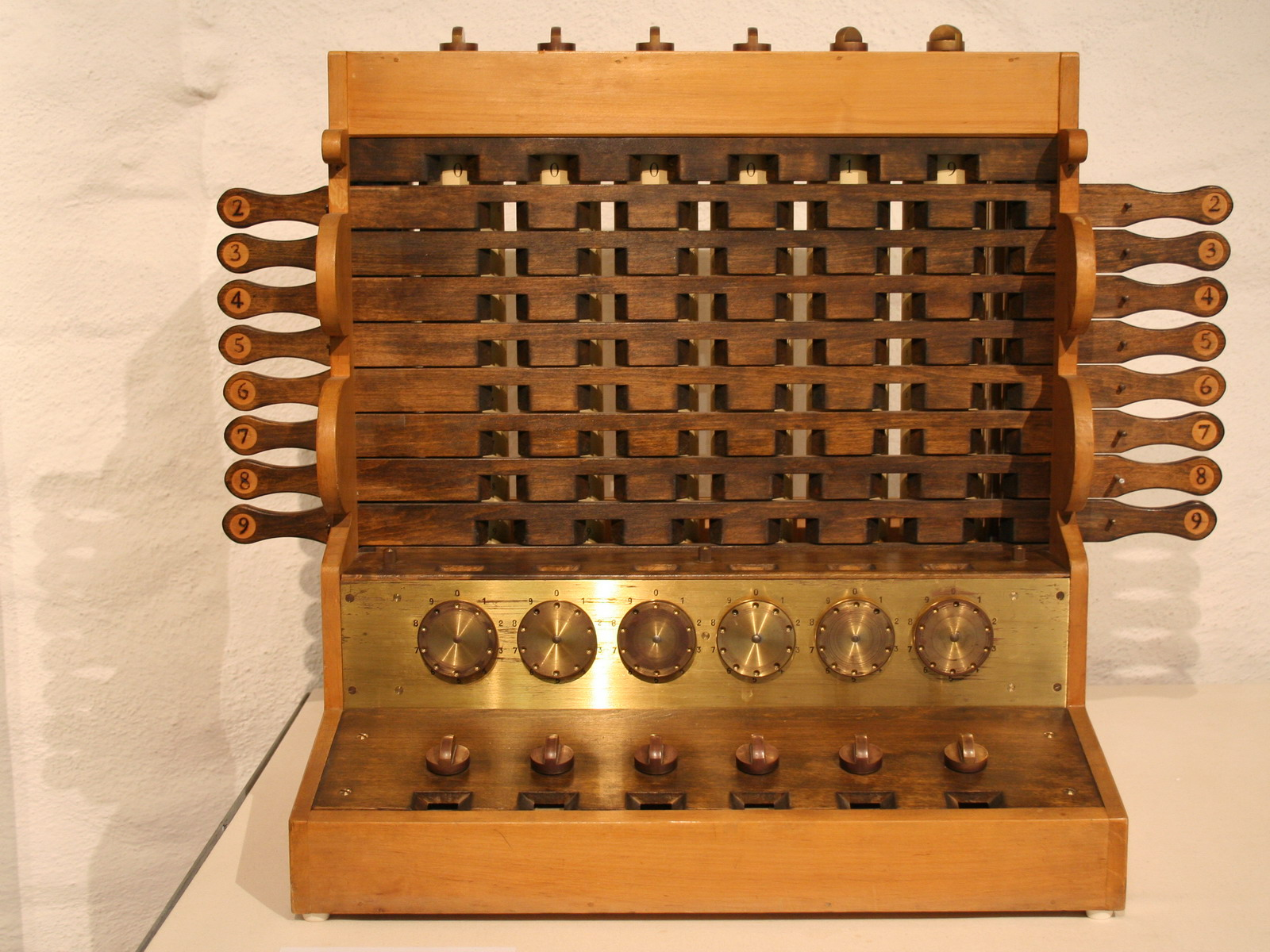
Replika počítacího stroje